# Episodi di Nurses - Nel cuore dell'emergenza (prima stagione)
La prima stagione della serie televisiva Nurses - Nel cuore dell'emergenza (Nurses), composta da 10 episodi, è stata trasmessa in prima visione assoluta in Canada su Global dal 6 gennaio al 9 marzo 2020.
In Italia la stagione è stata trasmessa su Sky Serie, canale a pagamento della piattaforma satellitare Sky, dal 4 luglio al 1º agosto 2022.
| nº | Titolo originale         | Titolo italiano              | Prima TV Canada  | Prima TV Italia |
| -- | ------------------------ | ---------------------------- | ---------------- | --------------- |
| 1  | Incoming                 | Il primo giorno              | 6 gennaio 2020   | 4 luglio 2022   |
| 2  | Undisclosed Conditions   | Segreti                      | 13 gennaio 2020  | 4 luglio 2022   |
| 3  | Friday Night Legend      | Un venerdì sera da ricordare | 20 gennaio 2020  | 11 luglio 2022  |
| 4  | Chrysalis                | Crisalide                    | 27 gennaio 2020  | 11 luglio 2022  |
| 5  | What Size Are Your Feet? | Fuggire dal passato          | 3 febbraio 2020  | 18 luglio 2022  |
| 6  | Risky Behaviour          | Comportamenti pericolosi     | 10 febbraio 2020 | 18 luglio 2022  |
| 7  | Lifeboat                 | Scialuppa di salvataggio     | 17 febbraio 2020 | 25 luglio 2022  |
| 8  | Achilles Heel            | Il tallone di Achille        | 24 febbraio 2020 | 25 luglio 2022  |
| 9  | Mirror Box               | Scatola a specchio           | 2 marzo 2020     | 1º agosto 2022  |
| 10 | Lady Business            | Vedova nera                  | 9 marzo 2020     | 1º agosto 2022  |

## Il primo giorno
- Titolo originale: Incoming
- Diretto da: Ken Girotti
- Scritto da: Adam Pettle

### Trama
Per Grace, Ashley, Keon, Nazneen e Wolf è il primo giorno di lavoro da infermieri al St. Mary's Hospital, ad attenderli c'è Damien che sarà il loro tutor, gli consegna il camice e li dirige all'atrio dove conoscono la capoinfermiera Sinead O'Rourke che durante il discorso di benvenuto viene interrotta dall'arrivo di diversi pazienti feriti a causa di un furgone che è entrato nel cortile di una scuola d'arte investendoli. Sinead divide i compiti dei nuovi infermieri e chiede ad Ashley di controllare l'ingresso al triage; Grace si occupa di John Doe che oltre ad alcune ferite superficiali ha una emorragia interna e pensa abbia una contusione polmonare, chiamano un medico di radiologia che conferma i sospetti di Grace. Per curare il suo paziente ha bisogno di sangue che al momento non hanno così Evan decide di donare il suo essendo donatore universale e chiede a Grace di collegarlo al paziente per una trasfusione, una volta finito porta il paziente in sala operatoria consegnandolo al medico già pronto. Quando il paziente si risveglia rivela a Grace di essere l'attentatore, lo comunica subito a Evan che chiama la sicurezza. Grace cambia la medicazione al collo ma durante la procedura il paziente ha una emorragia e chiama aiuto.
In ospedale arriva anche il detective Arlo Walker che vuole interrogare le vittime per trovare la persona che era alla guida e arrestarlo e chiede aiuto a Sinead che manda Wolf a raccogliere informazioni ed effetti personali dalle ambulanze dove conosce Caro che gli consegna anche delle dita ma non conosce il nome del paziente così chiede aiuto a Grace che però non trova il paziente che cerca; quando finalmente lo trova a fine giornata gli comunica che le dita non possono essere riattaccate ma lo rende felice quando gli consegna la fede nuziale.
Lydia ferma Keon per chiedere aiuto perché è incinta e aveva perso i sensi durante l'incidente, lui esegue alcuni esami per controllare che anche la bambina stia bene ma quando non trova il battito chiede aiuto, interviene Damien che trova il battito rassicurando la paziente e ordina a Keon di portarla in ostetricia e fare ulteriori controlli che risultano nella norma e quando sta per dimetterla a Lydia si rompono le acque e Keon cerca aiuto, interviene la dottoressa Banks che ordina a Keon di collegare un monitor fetale per tenere controllato la situazione; più tardi Lydia partorisce e riceve la visita di Sara che era stata avvista in precedenza da Keon.
Nazneen si occupa di Nathan Richie che sembra avere solo una contusione alla fronte ma quando inizia a balbettare e cade il medico vicino capisce che ha una emorragia cerebrale e ordina di portarlo subito in sala operatoria; concluso l'intervento Nazneen lo porta in terapia intensiva e una volta sistemato aggiorna la madre in sala d'attesa informandola delle possibili conseguenze. Più tardi Eric comunica alla madre che il cervello di Nathan ha risposto ad alcuni test effettuati e che non si risveglierà, poi comunica a Nazneen che potrebbe aiutare alcuni suoi studenti donando gli organi così chiede il consenso alla madre che accetta.
- Durata: 40 minuti
- Guest star: Tristan D. Lalla (Damien Sanders), Alexandra Ordolis (Caro), Cathy White (Sinead O'Rourke), Nicola Correia-Damude (dott.ssa Vanessa Banks), Ryan-James Hatanaka (dott. Evan Wallace), Raymond Ablack (Kabir Pavan), Yanna McIntosh (signora Richie), Aurora Browne (Lydia Moon)

## Segreti
- Titolo originale: Undisclosed Conditions
- Diretto da: Ken Girotti
- Scritto da: Julie Puckrin

### Trama
Damien da i compiti della giornata ai nuovi infermieri, Wolf è assegnato a pediatria, Ashley e Grace invece vengono mandate alla raccolta fondi, Keon in ginecologia e Nazneen che arriva all'ultimo viene assegnata come assistente a Sinead.
Nell'atrio Maki Yamato comunica la cifra raccolta con i fondi e che lei e suo marito, credendo nel lavoro del St. Mary's Hospital, hanno raddoppiato la cifra raccolta quando ha un mancamento, Grace interviene immediatamente. Evan, con l'assistenza di Grace, la visita percependo un nodulo e le fa fare una ecografia. Nel frattempo Grace si occupa di Keith ma quando non trova la vena interviene Ashley che le rinfaccio il suo precedente lavoro al General quando Grace riceve i risultati dell'ecografia di Maki, Ashley informa Wolf che Grace era stata licenziata dal General. Evans comunica alla paziente che c'è una massa nell'intestino che sanguina e che deve essere operata, quando il dottore esce Tomo esterna le sue preoccupazioni e Maki chiede consiglio a Grace che le spiega come verrà eseguito l'intervento convincedola a farlo e Maki chiede che Grace sia in sala operatoria. Lei ne parla con Sinead che visto le donazioni della paziente convince Grace ad entrare in sala come richiesto. Durante il lavaggio il dott. Ramjet comunica a Camilla di iniziare lei l'intervento perché ha una urgenza e che tornerà prima che lei finisca; Camilla esegue l'intervento con Grace come assistente ma quando ha delle indecisioni è Grace che le suggerisce cosa fare, poi entra Ramjet che prosegue l'operazione, prima di concludere Grace chiede di controllare e vengono rinvenute delle metastasi sul fegato. Quando Maki si risveglia Ramjet le spiega il problema trovato, lei non vuole fare nessuna cura e chiede a Grace di non far sapere nulla a Tomo; poi si scontra con Ashley anche per questa scelta. Tomo chiede spiegazioni a Grace dopo che ha visitato la moglie e lei è costretta a mentire chiedendogli di aspettare per avere delle informazioni. Grace poi convince Maki a dire la verità a suo marito.
I genitori di Gabby, che soffre di fibrosi cistica, la portano in ospedale per degli accertamenti perché in attesa di un trapianto, la ragazza viene presa in carico da Wolf. Durante la giornata Gabby esterna molta rabbia rendendo più complicato il lavoro a Wolf. Poi la aiuta a collegarsi con un ragazzo portandola in una zona coperta dal wi-fi ma quando torna non la trova costringendolo a chiamare un codice giallo. Damien invita Wolf a trovarla prima che arrivino i genitori e non appena arriva nell'atrio li incontra costringendo a mentire per non farli salire in stanza; quando la trova la convince a tornare in ospedale.
Keon si occupa di Becky quando in stanza arriva il marito, una sua vecchia conoscenza, e la dott.ssa Banks che visita la paziente prima dell'operazione. Durante l'operazione si scopre qualcosa che non si poteva vedere dalle analisi e Keon informa il marito che questo comporterà l'impossibilità di rimanere incinta. Al risveglio è il marito a comunicarle delle complicazioni.
Chris Woods, un paziente costretto a letto, preme il pulsante per chiamare le infermiere perché deve urinare, in stanza arriva Nazneen e Chris, sentendosi imbarazzato, chiede se non ci sono infermiere più anziane disponibili, Nazneen lo rassicura e dopo un inconveniente interviene Sinead che le ordina di pulire. Nazneen però fa pulire Red e per questo viene ripresa da Sinead ma quando la informa di avere controllato i farmaci somministrati a Chris e che ha trovato delle incongruenze che hanno causato il problema precedente e che ha sostituito alcuni farmaci, Sinead si complimenta chiedendole però di fare il suo lavoro e quello che le viene detto. Più tardi Sinead trova ancora Red a pulire un letto che era stato ordinato a Nazneen così quando viene chiamata rivela un segreto a Sinead che la aiuta.
- Durata: 42 minuti
- Guest star: Tristan D. Lalla (Damien Sanders), Ryan Blakely (Red), Cathy White (Sinead O'Rourke), Nicola Correia-Damude (dott.ssa Vanessa Banks), Ryan-James Hatanaka (dott. Evan Wallace), Peter Stebbings (dott. Thomas Hamilton), Anwen O'Driscoll (Gabby), Caitlyn Sponheimer (Becky), Sean Baek (Tomo Yamato), Laura Miyata (Maki Yamato), Joey Coleman (Chris Woods), Nicole Underhay (Hilaria Gonzalez), Gugun Deep Singh (dott. Jay Ramjet), Carter Nisbett (Hal Yamato)

## Un venerdì sera da ricordare
- Titolo originale: Friday Night Legend
- Diretto da: Kelly Makin
- Scritto da: Renée St. Cyr

### Trama
Grace cambia con Keon il turno, le spettava il triage ma lavorerà in pronto soccorso, qui inizia ad occuparsi di Marco, che è in stato confusionale, insieme a Evan, gli esami però non rilevano la presenza di droghe o alcool. Grace decide di controllare le pupille ma quando sposta la torcia Marco la scaraventa a terra, Sinead vorrebbe che Grace parlasse con la sicurezza per l'aggressione appena subita ma lei è contraria perché si è trattato solo di un incidente. La dott.ssa Nivan fa un consulto e decide di trasferirlo in psichiatria per eseguire esami più approfonditi, Grace lo sta preparando per il trasferimento quando il paziente cade a terra, lei e Evan spiegano i sintomi alla dott.ssa Shoma Jhankar che analizzando i dati fa capire a Evans che potrebbe trattarsi di epilessia, poi riprende Grace per il nome segnato sulla cartella clinica. Shoma esegue altre analisi quando arriva la madre, Eliza, che informa che in questi giorni sta prendendo paracetamolo e aspirine per un dolore al collo, Grace e Shoma capiscono che si tratta di meningite ed iniziano le cure.
Nazneen si occupa di Zorana che non parla per preservare la voce per l'audizione ad un musical, durante la visita le comunica che Wolf le aveva promesso un'iniezione di cortisone così Nazneen chiede a Wolf che nega, poi chiede a Kaplan che la informa che non da mai cortisonici prima di aver fatto una laringoscopia. La paziente inizialmente non vuole sottoporsi all'esame ma Nazneen riesce a convincerla, durante la procedura Kaplan nota un polipo fortmato da una massa biancastra che vorrebbe analizzare prelevando un campione, ma la paziente si oppone. Zorana è decisa a firmare il modulo di dimissioni in modo da avere il cortisone e poter esibirsi al musical ma Nazneen la convince a cambiare idea e a sottoporsi all'operazione.
Keon, dopo aver cambiato l'assegnazione con Grace, si occupa del triage dove una paziente si lamenta delle priorità, poi Sinead gli chiede di trovare chi ha postato il video di un paziente e di farlo rimuovere il prima possibile. Quando Keon trova chi è stato la convince a rimuoverlo solo facendole saltare la fila, ma la paziente trova un messaggio del cugino del paziente del video attraverso il quale apprendono il vero nome di Marco.
Ashley si occupa di Phillis Bruner che sta aspettando di eseguire un esame al cuore, una volta fatto esce dall'ospedale e raggiunge Wolf che la stava aspettando al bar, poi chiama Keon per impostare la sveglia per la sua paziente che la informa che è deceduta; Wolf esce e va ad un party mentre Ashley rimane nel bar con Caro.
- Durata: 41 minuti
- Guest star: Alexandra Ordolis (Caro), Cathy White (Sinead O'Rourke), Ryan-James Hatanaka (dott. Evan Wallace), Raymond Ablack (Kabir Pavan), Zachary Bennett (dott. Kaplan), Sheila McCarthy (Phillis Bruner), Christina Tannous (Zorana), Anusree Roy (dott.ssa Shoma Jhankar), Vladimir Alexis (Marco Polo / Devon Barkley), Trish Fagan (dott.ssa Rori Nivan), Kirsten Alter (Eliza)

## Crisalide
- Titolo originale: Chrysalis
- Diretto da: Kelly Makin
- Scritto da: Eilis Kirwan

### Trama
Damien assegna i reparti da seguire ai nuovi infermieri, Ashley è assegnata al pronto soccorso, Grace in neurologia, Nazneen e Keon fanno da infermieri di supporto e Wolf in terapia intensiva. Damien e Grace si fermano ad osservare gli avvocati per la fusione dei tre ospedali all'ingresso, insieme a loro c'è anche il nuovo amministratore delegato e primario di chirurgia al General il dott. Hamilton, con il quale Grace ha avuto problemi precedentemente. Ashley appena apprende della notizia parla con Grace per sincerarsi di come stesse. Durante la pausa i cinque infermieri si confrontano, Wolf parla del rituale che vuole fare Tansin mentre Asley chiede a tutti di stare allerta in modo che Sinead non scopra che sua figlia è in pronto soccorso, poi Grace vede di nascosto Kabir.
Grace si occupa di Barb e la informa che la caduta non ha causato lesioni e che verrà visitata in neurologia per via del parkinson, quando in stanza entra suo figlio Michael non lo riconosce; poi Grace la porta a fare una risonanza. Dall'esame emerge che i problemi cognitivi della paziente non sono dovuti al parkinson ma ad un ictus. Dovendo ridurre la pressione Grace convince Barb a provare alcuni farmaci che le erano stati prescritti precedentemente per il parkinson e mentre si appresta a dargliene uno la paziente ha una complicazione costringendo Grace a chiedere aiuto; poi informa i familiari che è in coma e che è tenuta in vita dalle macchine, il marito e il figlio hanno punti di vista opposti sul tenere o meno accesi i macchinari e viene coinvolta la commissione. Durante la riunione la commissione decide di lasciare in vita la paziente ma il figlio capisce cosa intendeva il padre e decidono di lasciarla andare, con il consenso del medico Grace esegue la procedura.
In pronto soccorso Asley non sembra avere grosse difficoltà, poi si occupa di Ella, portata in ospedale da Caro, che presenta segni di intossicazione da alcool; la paziente non vuole che sua madre, Sinead, venga informata. Ashley si convince a fare come vuole Ella; più tardi Nazneen e Keon riescono a distrarre Sinead e Ashley sposta Ella, poi mentre Nazneen parla con Keon non si accorge che Sinead è vicina e sente tutto chiedendo dove si trova sua figlia, i due sono costretti a dirle la verità.
Wolf viene informato da Damien che il paziente che seguirà in giornata, Tansin, ha un tumore al cuore inoperabile e lo invita a dargli antidolorifici se serve. Tansin poi chiede a Wolf di evitare interferenze durante un rituale pre-morte che farà più tardi; quando arrivano i monaci viene chiesto a Wolf di dare il tè a Tansin perché devono occuparsi di altri compagni. Wolf decide di seguire il rituale e accompagnare il paziente.
- Durata: 42 minuti
- Guest star: Tristan D. Lalla (Damien Sanders), Alexandra Ordolis (Caro), Cathy White (Sinead O'Rourke), Peter Stebbings (dott. Thomas Hamilton), Trish Fagan (dott.ssa Rori Nivan), Raymond Ablack (Kabir Pavan), Dylan Taylor (Michael Gelson), Von Flores (Tansin), Victoria Snow (Barb Gelson), Joseph Ziegler (Gerry)

## Fuggire dal passato
- Titolo originale: What Size Are Your Feet?
- Diretto da: Jordan Canning
- Scritto da: Seneca Aaron

### Trama
Wolf spiega ad Ashley di essere stanco perché sta facendo molti straordinari, e quando lei gli chiede dove mette i soldi che prende visto che non ha pagato l'ultimo affitto, è costretto a rivelarle che le medicine che prende costano molto. Durante una visita viene informato che la fabbrica dove prende i farmaci sottocosto ha chiuso; disposto a tutto per racimolare più soldi accetta di fare i turni di Molly che in cambio vuole la metà del denaro guadagnato. Red che ha sentito tutto vuole aiutarlo e lo indirizza da un conoscente, ma non aveva capito che Wolf voleva acquistare e non vendere farmaci.
Keon si occupa di Cassius, sospettato di una effrazione e per questo è ammanettato al letto, e quando si sforza strappa alcuni punti e Keon è costretto a chiamare aiuto a Vanessa; i due sono sempre più legati. Più tardi Cassius rivela a Keon il vero motivo per il quale voleva entrare in quell'appartamento e Keon decide di aiutarlo e riesce a farlo rilasciare con l'aiuto di Walker.
Il dottor Hamilton si appresta ad eseguire un intervento raro e Nazneen vuole partecipare a tutti i costi e cerca di lusingarlo. Una infermiera di sala ha chiesto di essere sostituita da Grace che è costretta a mentire per non entrare in sala operatoria con Hamilton; poi Nazneen informa gli altri di essere stata scelta ma non genera particolare entusiasmo mentre Grace non si sente molto bene e viene coperta da Ashley. Poi Grace cambia idea per aiutare Nazneen nel caso Hamilton volesse fare le stesse cose che lei ha subito al General.
Sal ha un infarto e Ashley se ne prende cura, poi le chiede di far venire Jasper per chiarirsi sul passato.
- Durata: 42 minuti
- Guest star: Tristan D. Lalla (Damien Sanders), Trish Fagan (dott.ssa Rori Niven), Cathy White (Sinead O'Rourke), Nicola Correia-Damude (dott.ssa Vanessa Banks), Ryan-James Hatanaka (dott. Evan Wallace), Peter Stebbings (dott. Thomas Hamilton), Tony Nappo (Jasper), Neil Crone (Sal), Adrian Walters (Cassius Ewing), Ryan Blakely (Red), Molly Atkinson (infermiera Molly Street), Markeda McKay (Shamika Cole)

## Comportamenti pericolosi
- Titolo originale: Risky Behaviour
- Diretto da: Winnifred Jong
- Scritto da: Anusree Roy

### Trama
Nazneen e Keon sono di turno in radiologia dove Nazneen visita Veer prima di portarlo a fare una radiografia, dopo la visita non gli vengono dati medicinali particolari e viene dimesso. Poco dopo viene riportato in ospedale in overdose e viene raggiunto da Dev che chiede a Nazneen di assecondarlo durante un rituale indiano per la guarigione.
Wolf affianca Damien che si occupa di Edward Miller che deve fare il controllo mensile alle vie respiratorie, l'esame non dà risultati incoraggianti e Damien vuole approfondire. Durante il trasferimento Wolf e Miller restano bloccati in ascensore e premono il tasto di soccorso, Miller rivela di soffrire di claustrofobia, Wolf viene assistito dall'esterno da Damien che gli fa mettere una maschera con ossigeno al paziente, durante la procedura Damien si accorge che il petto non si gonfia uniformemente e informa Wolf che gli ha causato uno pneumotorace. Quando l'ascensore riparte viene portato d'urgenza in terapia intensiva. Per via dell'accaduto viene vietato a Wolf di fare turni extra costringelo a rivolgersi a Red per delle entrate extra.
Grace prende in carico Vivan che ha collassato in un fast food, Evan le fa una ecografia che rivela un'ulcera da operare, Vivan è preoccupata per la sorella e non vuole farsi operare se non sa che sta bene, ma ha una complicanza e viene portata d'urgenza in sala operatoria, nel frattempo Grace si occupa della sorella della paziente, Ruby. Durante una pausa apprende da Linda che lei non è stata l'unica infermierw molestata al General da Hamiltom e che nessuna è riuscita a dimostrarlo.
- Durata: 42 minuti
- Guest star: Tristan D. Lalla (Damien Sanders), Cathy White (Sinead O'Rourke), Nicola Correia-Damude (dott.ssa Vanessa Banks), Ryan-James Hatanaka (dott. Evan Wallace), Peter Stebbings (dott. Thomas Hamilton), Raymond Ablack (Kabir Pavan), Varun Saranga (Dev Sikka), Andy McQueen (Veer Sikka), Rick Roberts (Edward Miller), Kayla Hutton (Vivian Adem), Richard Clarkin (Arlo Walker), Paula Boudreau (Linda), Ryan Blakely (Red), Michael Brown (John Adem), Jordana Blake (Ruby Adem), Dale Boyer (agente di sicurezza Wanda)

## Scialuppa di salvataggio
- Titolo originale: Lifeboat
- Diretto da: Sherry White
- Scritto da: Renée St. Cyr e Eilis Kirwan

### Trama
Keon è di turno al pronto soccorso dove si occupa di Sheldon, dopo le medicazioni vorrebbe essere dimesso ma essendo minorenne serve la presenza di un familiare adulto; il padre arriva dopo diverse ore e ha uno scontro con Keon che viene allontanato da Damien.
Wolf, che oggi lavora in pedriatria, prende in carico Sasha che è in ospedale per il figlio; viene visitato dalla dott.ssa Tamir che trova la lingua legata e decide di operare al momento con il consenso della madre. Visto la situazione della ragazza decidono di tenere in osservazione il figlio per la notte ma la madre decide di restare con lui, Wolf riesce a farsi dare il piccolo permettendo a Sasha di dormire.
Grace si occupa di Maude, diabetica con insufficienza renale cronica, che ha appena perso due dita del piede destro e che vuole andarsane anche senza le dimissioni del medico, poi la convince a compilare un modulo in modo da non perdere la priorità del letto ed avere una giornata fuori dall'ospedale.
Nazneen si sta occupando ancora di Veer quando riceve la visita del cugino e della madre che chiede aggiornamenti, lei li informa che hanno ridotto i sedativi e prevodono un suo risveglio nelle successive dodici ore. Nel tempo libero studia e decide di entrare in una sala operatoria vuota per prendere confidenza con gli strumenti, quando entra Hamilton la invita a fare pratica di sutura che non da buoni risultati, Grace vede i due e decide di far allontanare Nazneen con una scusa. Quando arriva in stanza da Veer i familiari notano una mano nuoversi poi la situazione degenera costringendo Nazneed a chiedere l'intervento di Reyes che decide di sedarlo e poi si allontana dopo un crollo emotivo.
Ashley di turno al pronto soccorso prende in carico Bert, un paziente con epatite C, durante la visita Bert si scontra con Laurie che fa cadere la siringa che Ashley teneva in mano; preoccupata di essere stata contagiata Damien controlla il guanto che indossava verificando che non fosse bucato.
Grace chiude definitivamente con Kabir e chiede agli altri di andare al bar, loro fraintendono e Ashley decide di organizzare una festa per la sera, costringendo Grace ad andarci da sola, lì però trova la sua paziente e iniziano a confidarsi; più tardi raggiungono Ashley. Durante la festa Maude non si sente bene e Grace con l'aiuto di Ashley intervengono, poi Ashley è costretta a concludere la festa permettendo così ai cinque infermieri tenere in osservazione Maude prima di riportarla in ospedale.
- Durata: 42 minuti
- Guest star: Tristan D. Lalla (Damien Sanders), Alexandra Ordolis (Caro), Cathy White (Sinead O'Rourke), Ryan-James Hatanaka (dott. Evan Wallace), Peter Stebbings (dott. Thomas Hamilton), Raymond Ablack (Kabir Pavan), Varun Saranga (Dev Sikka), Andy McQueen (Veer Sikka), Katie Douglas (Sasha), Tammy Isbell (Maude / zia Nic), Cristian Perri (Sheldon), Aviva Armour-Ostroff (dott.ssa Arielle Tamir), Sabrina Persaud (Indira Sikka), Ash Banga (Raj Sikka), JoAnn Nordstrom (Laurie), Christian Bako (Dean), Paulino Nunes (dott. Eric Reyes)

## Il tallone di Achille
- Titolo originale: Achilles Heel
- Diretto da: Grant Harvey
- Scritto da: Laura Good

### Trama
Al pronto soccorso viene portato Ezriel Schiff che è stato investito mentre attraversava le strisce pedonali, di lui si occupa Ashley e le rivela di essere stato punito da Dio e le fa promettere che non gli venga tagliata la gamba durante l'operazione. Ezriel ha bisogno di un secondo intervento per poter camminare come prima ma il padre, molto religioso, è contrario anche se lascia al figlio la scelta.
Il dott. Hamilton chiede con insistenza a Nazneen di assisterlo ad un intervento di appendicectomia che lei rifiuta, Keon decide di intervenire aiutando Nazneen rivelando così che Grace lo ha informati di quanto successo al General. Wolf vorrebbe che Grace lo denunciasse ma lei preferisce aspettare il momento più opportuno.
Keon espone a Maya, che ha un problema ai reni ed è svenuta prima di essere portata in ospedale dall'amica, il risultato delle analisi, soffre di instabilità emodinamica, i suoi reni non rispondono più alla dialisi e ha bisogno di un trapianto; l'amica decide di aiutarla donandole un suo rene. Grace si occupa di Lexi chiedendole di avvisare i suoi genitori per via dell'intervento e di quello che potrebbe accadere a lungo termine ma lei è decisa ad aiutare Maya, poi effettua analisi per assicurarsi che sia compatibile, purtroppo non lo è e Maya viene messa in lista trapianti. Hamilton chiede a Grace di far sparire le voci che girano se le da il rene di cui ha bisogno, lei accetta e spiega a Lexi la procedura e chiedendole il consenso della madre; lei però, preoccupata per il futuro della figlia, non autorizza la donazione. L'ultima possibilità è quella di far intervenire la commissione per decidere se autorizzare o meno l'operazione dopo aver sentito le parti; l'intervento viene autorizzato e Grace si trova una clausola che non si aspettava ma decide di firmare per salvare la vita di Maya. La paziente però non supera l'intervento e Grace lo comunica a Lexi.
Nazneen è di turno in pediatria dove Vanessa sta aspettando una paziente in travaglio a solo 21 settimane, quando arriva l'ambulanza la bambina è già nata, il protocollo dell'ospedale impone cure palliative per nascituri fino a 21 settimane così Nazneen convince la madre a dire che la piccola è di 22 permettendo a Vanessa e Caro di intervenire. In ospedale arriva anche Owen che cerca di far comprendere a Bella che la scelta migliore è quella di lasciare andare la bambina evitando procedure e interventi che la faranno soffrire, Bella però non è della stessa opinione.
- Durata: 42 minuti
- Guest star: Alexandra Ordolis (Caro), Cathy White (Sinead O'Rourke), Nicola Correia-Damude (dott.ssa Vanessa Banks), Ryan-James Hatanaka (dott. Evan Wallace), Peter Stebbings (dott. Thomas Hamilton), Varun Saranga (Dev Sikka), Devery Jacobs (Bella), Allison Hossack (signora Collins), Alexandra Castillo (signora Grant), Alanna Bale (Maya), Kendra Leigh Timmins (Lexi Grant), Ryan Blakely (Red), Brandon McKnight (Owen), Sam Kantor (Ezriel Schiff), Dwight Ireland (dott. Greyson McGowan)

## Scatola a specchio
- Titolo originale: Mirror Box
- Diretto da: Stephanie Morgenstern
- Scritto da: Julie Puckrin

### Trama
In pronto soccorso si presenta Gloria con una presunta perdita di udito, Tristan la conosce e rassicura Wolf perché è una paziente ipocondriaca che si presenta in ospedale ogni settimana con una patologia diversa. Wolf la visita e la cura come se fosse realmente sorda ma non riesce a convincerla che non ha nulla, Ashley gli suggerisce le dimissioni forzate ma quando Wolf vede i contatti d'emergenza capisce che la paziente si sente sola. Decide di portarla all'esterno dell'ospedale durante una sua pausa pranzo dicendole che lo fa ogni giorno, Gloria sentendo di poter contare su qualcuno ora ci sente nuovamente.
Grace ha difficoltà ad accedere al sistema ed Ewan la informa che a causa della fusione alcuni infermieri devono basarsi sul confronto tra pari per ottenere le informazioni di cui necessitano, poi accede con il suo nome in modo che Grace possa reperire il reparto a cui è assegnata, endocrinologia; poi informa Ashley che è sicura sia a causa di Hamilton. Grace si occupa quindi di Quinn, che ha un cancro papillare alla tiroide, informandola che procederanno con delle radiazioni per ridurre il tumore. Appena iniziata la terapia Grace viene chiamata in pronto soccorso dove è stato portato Kabir per un presunto infarto; lei e Evan lo visitano e quando hanno l'elettrocardiogramma si scopre che ha solo un attacco di panico, decidono quindi di eseguire delle analisi del sangue prima di dimetterlo. Grace torna da Quinn per tenerle compagnia, la paziente dovrà stare chiusa in stanza per tre giorni, ma quando collassa a terra Grace entra ad aiutarla esponendosi alle radiazioni e mettendo in pericolo la sua salute; Sinead la raggiunge e la sospende non prima di informarla che stanno aprendo un caso su di lei perché non segue i protocolli. Mentre si cambia per uscire trova un biglietto in tasca, non si era accorta che Kabir glielo aveva passato, con riportato il nome di Noelle e dove trovarla, decide di approfondire trovando un'alleata contro Hamilton; poi decidono di raccontare tutto a Quinn, che è una cronista.
Keon si occupa di Justin, un paziente in coma, e chiede a Maddie, che sta assistendo il fidanzato, di andare a casa a riposarsi un po', mentre esce Justin si risveglia ma non la riconosce. Il paziente viene quindi visitato da Reyes che lo trova in condizioni neurologiche normali e spiega che i ricordi più recenti capita che possano venire dimenticati in queste circostanze. Maddie non si dà pace per il fatto che non la riconosca e Keon non può fare nulla per aiutarla se non suggerirle di lasciarlo andare.
Nazneen, di turno al pronto soccorso, prende in carico Kelly che ha dolori ad una mano che ha perso qualche mese prima, Evan la visita poi sono costretti a trattenerla per tendenze suicide. Il dolore che la paziente percepisce non è reale ma frutto del suo cervello e Nazneen prova a farle superare il trauma della perdita della mano con uno specchio, la terapia ha successo e Kelly non prova più dolore.
- Durata: 42 minuti
- Guest star: Tristan D. Lalla (Damien Sanders), Cathy White (Sinead O'Rourke), Nicola Correia-Damude (dott.ssa Vanessa Banks), Ryan-James Hatanaka (dott. Evan Wallace), Raymond Ablack (Kabir Pavan), Yvanna-Rose Leblanc (Cece),  Nicolette Pearse (Quinn), Jeff Lillico (Justin), Sarena Parmar (Maddie), Michèle Lonsdale Smith (Gloria Dansen), Paulino Nunes (dott. Eric Reyes), Meagan Tuck (Kelly), Nadine Bhabha (Sonia Cedarson), Michelle Adams (Noelle Patrick)

## Vedova nera
- Titolo originale: Lady Business
- Diretto da: Grant Harvey
- Scritto da: Adam Pettle e Lee Piazza

### Trama
L'ospedale è assediato da giornalisti dopo che Grace ha accusato Hamilton di molestie sessuali, lui però si difende citandola per diffamazione. Il consiglio d'amministrazione dell'ospedale vorrebbe che Hamilton si dimettesse ma prosegue a dire che sono solo menzogne, anche quando altre quattro infermiere si uniscono a Grace; alcuni membri del consiglio decidono di non difenderlo. Hamilton comunica di aver consegnato al consiglio le sue dimissioni come direttore dell'ospedale sottolineando che lo ha fatto per proteggere la sua famiglia e che continuerà a difendersi.
Sinead dice a Grace di essere dalla sua parte anche se molti altri non le credono, poi le consegna le mansioni giornaliere nell'area chirurgica, lì visita Lily che spiega di come è venuta a conoscenza del BRCA1 e di come ne è risultata positiva ad un test, ma che lo ha trascurato per la sua carriera da modella; ora però ha deciso di affrontare la situazione e dopo una preparazione ormonale è pronta per una doppia mastectomia preventiva. Prima dell'operazione si sottopone ad un consulto psichiatrico dove viene accompagnata da Grace, una volta finito la dot.ssa. Niven informa Grace che dovrà presentarsi da lei due volte la settimana per quello che sta succedendo.
Ashley si occupa di Remo, che ha un melanoma intraoculare, spiegando a lui e sua madre perché è importante operarlo. Poi quando Sinead la incarica di dimettere un paziente che è già stato dimesso scopre che ha degli alcolici nel cassetto della scrivania; quando incontra in mensa Arlo gli confida che pensa che Sinead abbia un problema. Questo la porta a scontrarsi con Sinead che la riassegna all'inventario, i suoi pazienti verranno presi in carico da lei. Sinead però continua a bere e sbaglia a marcare l'occhio di Remo per l'operazione; nel frattempo Ashley, che ha chiesto a Wanda di vedere le immagini delle telecamere della sala preoperatoria, si accorge dell'errore e si affretta per fermare l'operazione, poi si addossa la colpa coprendo Sinead che poi le chiede di accompagnarla al General per la riabilitazione.
Wolf prende in carico Roy, paziente con pancreatite, e quando si sente poco bene gli comunica che non può dargli altra morfina prima di alcune ore. Red, che è a conoscenza della morfina, chiede a Wolf di dare al pazient solo una minima quantità e di rubarne il resto, lui inizialmente rifiuta ma quando viene minacciato di essere denunciato decide di stare al gioco. Roy però sta soffrendo molto quindi decide che è giunto il momento dell'eutanasia, Wolf si fa prendere dai sensi di colpa e chiede bruscamente a Damien altra morfina che però non ne ha, così decide di recuperare quella che ha dato a Red e di iniettarla al suo paziente chiedendo di non chiamare il dottore per l'eutanasia.
Nazneen, che è andata in magazzino per degli antiacidi, trova Vanessa con un test di gravidanza che rivela non essere per una paziente, Naz è felice per lei e Keon ma Vanessa le chiede di non dire nulla. Più tardi incontra Keon che le confida di credere che la sua relazione sia finita ma Nazneen si lascia scappare che forse per Vanessa le cose sono cambiate. Keon decide di affrontare Vanessa perché vuole salvare la relazione e lei lo informa che forse è incinta, poi esegue il test che non lo conferma.
- Durata: 42 minuti
- Guest star: Tristan D. Lalla (Damien Sanders), Alexandra Ordolis (Caro), Cathy White (Sinead O'Rourke), Nicola Correia-Damude (dott. Vanessa Banks), Ryan-James Hatanaka (dott. Evan Wallace), Peter Stebbings (dott. Thomas Hamilton), Raymond Ablack (Kabir Pavan), Zachary Bennett (dott. Kaplan), Rachel Skarsten (Lily Dawson), Krista Bridges (Astrid), Paul Soles (Roy), Jill Frappier (Solana), Ryan Blakely (Red), Dylan Colton (Remo Chambers), Travis Milne (Cal Rivers), Richard Clarkin (detective Arlo Walker), Trish Fagan (dott.ssa Rori Niven), Clare McConnell (dot.ssa Camilla Rossi), Dale Boyer (agente di sicurezza Wanda)